# Withius madagascariensis
Withius madagascariensis – gatunek zaleszczotka z rodziny Withiidae i rodzaju Withius.

## Występowanie
Gatunek ten jest endemitem Madagaskaru.